# ناثانيل تان
ناثانيل تان هو سياسي ماليزي، ولد في 1980.